# Oreoscopus gutturalis
Feteiro ou acantiza-dos-fetos (Oreoscopus gutturalis) é uma espécie de ave da família Pardalotidae. É a única espécie do género Oreoscopus.
É endémica da Austrália.
Os seus habitats naturais são: florestas subtropicais ou tropicais húmidas de baixa altitude e regiões subtropicais ou tropicais húmidas de alta altitude.